# قائمة المكتبات كارنيجي في كندا
يقدر عدد مكتبات كارنيجي في كندا بـ ١٢٥ مكتبة، توجد الغالبية العظمى منهم في مدينة اونتاريو بعدد ١١١ مكتبة، تم بناؤها وإفتتاحها مابين عامي 1903 - 1922. تم بناء مكتبة أكاديمية واحدة لجامعة فيكتوريا في تورنتو من قبل المهندس المعماري هنري سبروت.